# Село имени Льва Толстого
Село и́мени Льва Толсто́го — село в Дзержинском районе Калужской области России. Административный центр сельского поселения «Село Льва Толстого». Население - 3590 человек (2021).

## География
Расстояние от центра поселения до районного центра (г. Кондрово) — 25 км, до регионального центра (г. Калуга) — 17 км.

## Население
| 1959 | 2002  | 2010  | 2021  |
| ---- | ----- | ----- | ----- |
| 1329 | ↗3594 | ↗3681 | ↘3590 |

2012 год — 3508 жителей.

2022 год — 3785 жителей.

## Инфраструктура
В селе имеется основная общеобразовательная школа на 625 учеников (факт — 324), участковая больница, детский сад на 135 детей (факт — 120), Дом культуры на 100 человек, библиотека, спортивный комплекс.

## Достопримечательности
Охраняемые памятники природы: Ключ-источник «Святого Тихона», Дуб 300-летний.
На территории села находится монастырь Успенская Тихонова пустынь. 

## Транспорт
Через село проходит автомобильная дорога регионального значения 29К-008 «Калуга — Медынь» (идентификационный номер ОП РЗ 29К-008, ранее известная по классификации СССР как Р-93 Можайск — Верея — Медынь — Калуга).